# Aguaviva (banda)
Aguaviva fue un grupo musical español, que desarrolló básicamente su trayectoria durante los años 1970. Interpretaron poemas de poetas españoles como Blas de Otero, Federico García Lorca, Rafael Alberti o León Felipe, entre otros. Algunas de sus canciones fueron prohibidas por el régimen de Francisco Franco (1939-1975).
Su estilo se caracterizaba por combinar una voz recitando los poemas sobre fondos musicales y un coro cantando. También llegaron a incorporar fondos musicales basados en temas de Lou Reed o los Rolling Stones.

## Historia
Corrían los últimos años sesenta y en España se vivía una ebullición que el régimen franquista, acostumbrado a que nada cambiara, no llegaba a advertir. Las cosas estaban cambiando a gran velocidad, aunque en la superficie todo pareciera «atado y bien atado». En un piso de Madrid, cercano a la Avenida de América, un estudiante con ansias literarias, José Antonio Muñoz, ponía las bases del nuevo grupo junto a un joven cantautor asturiano que ya había estado en Mágicos, Polaris y Los Sonor, antes de debutar como intérprete de sus propias canciones. Se llamaba Manolo Díaz y el público le conocía principalmente por su «Postguerra», aunque también había escrito para Massiel o Manolo Pelayo.
A ambos les movían los mismos ideales. Seleccionaron cuidadosamente los poemas y los autores, y Manolo Díaz les fue poniendo música. Ellos no inventaron lo de musicalizar poetas: Paco Ibáñez en 1964, realizó su primera grabación con poemas de Góngora y de García Lorca,  también Alberto Cortez o Serrat ya habían triunfado con Neruda o Machado. Pero Aguaviva encontró una fórmula propia que respetaba el texto íntegro, recitado, del poema y además le añadía música, armonía y voces. Firmaron por un nuevo sello discográfico, Acción, ligado a la Cadena SER y grabaron su primer disco en 1970 con una formación tan abierta que ni siquiera fueron los mismos intérpretes quienes empezaron y terminaron el disco.
Algunos de los integrantes que cantaron en los primeros temas ya ni aparecieron en la portada de aquel álbum, titulado Cada vez más cerca, cuya portada presentaba el formato de un periódico lleno de noticias de actualidad. En aquel disco estaba «Poetas andaluces», un poema del gaditano Rafael Alberti, escrito en 1950, lamentándose de que no se alzara ninguna voz andaluza contra la situación que vivía España en aquel entonces. Pero Aguaviva la grabó en 1970 y Alberti creía que en esa época los poetas andaluces ya habían hablado, y con firmeza, contra la dictadura. Al final todo se solucionó añadiendo al título del poema «Poetas andaluces» ese año «1950», que señalaba así la fecha de su creación.
En un primer momento, Aguaviva no fue recibido con demasiado entusiasmo en España. Un veterano crítico de discos, que trabajaba entonces en la radio oficial, llegó a quejarse del contenido del álbum con una frase que define el espíritu de aquella vieja guardia: «No hemos ganado la guerra para que ahora se escuche a Alberti en nuestras ». Sin embargo, en los ambientes progresistas se les recibió como una de las voces más valientes de una época especialmente difícil. Donde causaron sensación fue en Europa. La conquista empezó con la VI Mostra de Venecia, en 1970, donde cantaron por primera vez fuera de España con una acogida inesperadamente elogiosa. Luego llegaron las actuaciones de Portugal y el Midem (Muestra Internacional de Discos y Ediciones Musicales) de Cannes del 71, en la que repitieron el triunfo y, tras él, la llamada de televisiones y organizadores de festivales de toda Europa que les reclamaban como auténticas estrellas.
En 1971 participaron por primera vez en el Festival de San Remo, en una etapa en que las canciones tenían dos defensores, habitualmente uno italiano y otro extranjero. Aguaviva interpretó «13, storia d’oggi» formando tándem con Al Bano y pasaron a la final, quedando en octava posición. Al año siguiente repitieron experiencia, pero ya sin compartir responsabilidades, pues ese año solo había un intérprete por canción, y pasaron también a la final con «Ciao, amico, ciao» (de Minellono y Remigi). Entre tanto recorrieron Europa, casi siempre en un autobús en el que, además de los cantantes y músicos, llegaban a viajar los hijos, todavía bebés, de algunos componentes. Eran como una gran familia que, sin embargo, cambiaba de miembros con enorme velocidad.
Eso llevó a un periódico italiano a escribir que Aguaviva estaba compuesto por 32 componentes, aunque para el Festival de San Remo habían enviado una formación ¡reducida! de doce miembros. En otro periódico se utilizó la cifra de 64 componentes, pues quizás interpretaban mal la explicación de que por el grupo habían pasado, a lo largo de su historia, dos o tres decenas de miembros. Entre los más duraderos y representativos de esa forma de ser de Aguaviva se podría citar a Carmen Sarabia, Rosa Sanz, Luis Gómez-Escolar, José María Jiménez, Ricardo Duque, Juan Carlos Ramírez Llach, Pepe Egea, además de José Antonio Muñoz y Manolo Díaz, socios fundadores.
En 1971 Aguaviva editaba su segundo álbum, Apocalipsis, con un formato similar al anterior: una selección de poemas que eran recitados, casi siempre, en la voz de José Antonio Muñoz, y cantados por todos sus compañeros. De nuevo el equilibrio en la elaboración de los temas era fundamental: la elección de los textos era tan importante como su puesta en música, y eso hizo que Aguaviva no cometiera el error de ceder la primacía a uno de ambos aspectos, habitual en otras formaciones de ese tipo: los hay que se convierten en excelentes intérpretes de canciones vacías, mientras que otros prefieren densos textos con música de escasa inspiración. Se destaca su interpretación del poema pacifista Niña de Hiroshima del turco Nâzım Hikmet musicalizado por Pete Seeger.
En el año 1972 se publicó La Casa de San Jamás, una obra conceptual en la que no se recurría ya a textos ajenos (aparte de una versión en español del poema «Spiritual», sacado del libro Longa noite de pedra, del poeta gallego Celso Emilio Ferreiro) y donde había músicas de varios componentes de Aguaviva, labor que hasta entonces había realizado Manolo Díaz.
Son los tres primeros álbumes de un grupo que supo ser diferente, sin alejarse por ello de las exigencias de una sociedad ávida de escuchar verdades como las que ellos cantaban. Su éxito fue tal que, en esos tres primeros años, vieron sus discos editados en toda Europa, y que el primero, Cada vez más cerca, llegó a ser publicado en los Estados Unidos con el título Aguaviva, 12 who sing of revolution y con la voz de Raúl Juliá recitando en inglés la parte que José Antonio Muñoz había grabado en castellano.
Los propios Aguaviva grabaron en italiano y sus discos aparecieron con regularidad en Francia, Italia, Holanda, Alemania, Portugal y hasta en Angola, país al que fueron invitados a cantar pocas horas antes de estallar la guerra que les llevaría a la independencia. Cantaron en todos esos países, con estatus de estrella y teniendo como complemento algunos cantantes de esos que nuestras televisiones llaman como grandes atracciones con cheques llenos de ceros. Todavía editarían un álbum más, muy minoritario, en el sello Acción, con el título de Cosmonauta. Luego llegó la venta del sello original y pasaría a Ariola, donde editaron un quinto álbum, Poetas andaluces de ahora (1975), y a EMI, donde culminaron su trayectoria con No hay derecho (1977).
El álbum La invasión de los bárbaros quedó sin editar en su momento y vería la luz más tarde.

## Discografía
- Cada vez más cerca - 1970.

1. Robot (1:33)
2. Cantaré (3:12)
3. Diario Hablado (sólo en la edición española)
4. Mía Es La Voz (3:06)
5. Los Cuentos (2:40)
6. Rolling Stones (1:36)
7. La Nada (0:36)
8. Creemos El hombre Nuevo (3:16)
9. Límites (2:11)
10. La Unión Del Mundo (1:54)
11. ¡Ay Amor! (1:10)
12. Federico (2:27)
13. The Moon (Luna, Luna, Luna) (1:41)
14. Twenty Four Slaps (24 Bofetadas) (1:28)
15. Poetas andaluces (3:41)
16. Bla, Bla, Bla (3:10)

- Apocalipsis - 1971.
- 12 who sing of revolution - 1971.
- Cosmonauta - 1971.
- La casa de san Jamás - 1972.
- Poetas andaluces de ahora - 1975.
- No hay derecho - 1977.
- La invasión de los bárbaros - 1979.

## Discografía en italiano

### Álbumes de 33 rpm
- 1970 - ...quella che sgorga e scorre naturalmente (Carosello, SCLN 25002)
- 1973 - La casa de san jamás, (Carosello, CLN 25031)

## Algunas de sus canciones más conocidas
- «Poetas andaluces de ahora»
- «Cantaré»
- «Me queda la palabra»